# Aleksandr Putsko
Bản mẫu:Eastern Slavic name
Aleksandr Aleksandrovich Putsko (tiếng Nga: Александр Александрович Пуцко; sinh ngày 24 tháng 2 năm 1993) là một cầu thủ bóng đá người Nga. Anh chơi ở vị trí trung vệ cho F.K. Ufa.

## Sự nghiệp câu lạc bộ
Anh thi đấu cho F.K. Spartak Moskva tại Cúp bóng đá Nga 2012–13 trước FC Salyut Belgorod vào ngày 26 tháng 9 năm 2012.
Anh ra mắt tại Giải bóng đá ngoại hạng Nga cho F.K. Spartak Moskva vào ngày 23 tháng 4 năm 2016 trong trận đấu với F.K. Mordovia Saransk.

## Thống kê sự nghiệp
Tính đến 4 tháng 3 năm 2018
| Câu lạc bộ          | Mùa giải            | Giải vô địch                | Giải vô địch | Giải vô địch | Cúp     | Cúp       | Châu lục | Châu lục  | Tổng cộng | Tổng cộng |
| Câu lạc bộ          | Mùa giải            | Hạng đấu                    | Số trận      | Bàn thắng    | Số trận | Bàn thắng | Số trận  | Bàn thắng | Số trận   | Bàn thắng |
| ------------------- | ------------------- | --------------------------- | ------------ | ------------ | ------- | --------- | -------- | --------- | --------- | --------- |
| Spartak Moskva      | 2010                | Giải bóng đá ngoại hạng Nga | 0            | 0            | 0       | 0         | 0        | 0         | 0         | 0         |
| Spartak Moskva      | 2011–12             | Giải bóng đá ngoại hạng Nga | 0            | 0            | 0       | 0         | 0        | 0         | 0         | 0         |
| Spartak Moskva      | 2012–13             | Giải bóng đá ngoại hạng Nga | 0            | 0            | 1       | 0         | 0        | 0         | 1         | 0         |
| Spartak Moskva      | 2013–14             | Giải bóng đá ngoại hạng Nga | 0            | 0            | 0       | 0         | 0        | 0         | 0         | 0         |
| Spartak Moskva      | 2014–15             | Giải bóng đá ngoại hạng Nga | 0            | 0            | 0       | 0         | –        | –         | 0         | 0         |
| Spartak Moskva      | 2015–16             | Giải bóng đá ngoại hạng Nga | 2            | 0            | 0       | 0         | –        | –         | 2         | 0         |
| Spartak Moskva      | 2016–17             | Giải bóng đá ngoại hạng Nga | 1            | 0            | 0       | 0         | 0        | 0         | 1         | 0         |
| Spartak Moskva      | Tổng cộng           | Tổng cộng                   | 3            | 0            | 1       | 0         | 0        | 0         | 4         | 0         |
| Spartak-2 Moskva    | 2013–14             | PFL                         | 25           | 2            | –       | –         | –        | –         | 25        | 2         |
| Spartak-2 Moskva    | 2014–15             | PFL                         | 29           | 2            | –       | –         | –        | –         | 29        | 2         |
| Spartak-2 Moskva    | 2015–16             | FNL                         | 30           | 1            | –       | –         | –        | –         | 30        | 1         |
| Spartak-2 Moskva    | 2016–17             | FNL                         | 10           | 0            | –       | –         | –        | –         | 10        | 0         |
| Spartak-2 Moskva    | Tổng cộng           | Tổng cộng                   | 94           | 5            | 0       | 0         | 0        | 0         | 94        | 5         |
| Ufa                 | 2016–17             | Giải bóng đá ngoại hạng Nga | 5            | 0            | 2       | 0         | –        | –         | 7         | 0         |
| SKA-Khabarovsk      | 2017–18             | Giải bóng đá ngoại hạng Nga | 16           | 0            | 2       | 0         | –        | –         | 18        | 0         |
| Tổng cộng sự nghiệp | Tổng cộng sự nghiệp | Tổng cộng sự nghiệp         | 118          | 5            | 5       | 0         | 0        | 0         | 123       | 5         |